# Kim Ki-duk
Kim Ki-duk, kor. 김기덕 (ur. 20 grudnia 1960 w Bongwha, zm. 11 grudnia 2020 w Rydze) – południowokoreański reżyser, scenarzysta, producent i montażysta filmowy.

## Życiorys
Kształcił się w szkole rolniczej, przez pewien czas pracował w fabrykach, pięć lat spędził w marynarce wojennej. Po służbie wojskowej zamierzał zostać duchownym. Ostatecznie w 1990 wyjechał do Paryża, gdzie studiował malarstwo. Od 1992 pisał scenariusze, a w 1996 zajął się reżyserią.
Mimo braku wykształcenia filmowego, nakręcił ponad 20 filmów, często nagradzanych na festiwalach filmowych. Kim zdobył m.in. Srebrnego Niedźwiedzia dla najlepszego reżysera na 54. MFF w Berlinie za Samarytankę (2004), Srebrnego Lwa za reżyserię na 61. MFF w Wenecji za Pusty dom (2004) oraz Złotego Lwa na 69. MFF w Wenecji za film Pieta (2012).
Zmarł 11 grudnia 2020 roku w wyniku powikłań po COVID-19.

## Filmografia

### Reżyser
- 1996: Krokodyl (악어 / Ag-o)
- 1997: Dzikie zwierzęta (야생동물 보호구역 / Yasaeng dongmul bohoguyeog)
- 1998: Niebieskie wrota (파란 대문 / Paran daemun)
- 2000: Prawdziwa fikcja (실제 상황 / Shilje sanghwang)
- 2000: Wyspa (섬 / Seom)
- 2001: Adres nieznany (수취인불명 / Suchwiin bulmyeong)
- 2001: Zły facet (나쁜 남자 / Nabbeun namja)
- 2002: Strażnik wybrzeża (해안선 / Hae anseon)
- 2003: Wiosna, lato, jesień, zima... i wiosna (봄 여름 가을 겨울 그리고 봄 / Bom yeoreum gaeul gyeoul geurigo bom)
- 2004: Samarytanka (사마리아 / Samaria)
- 2004: Pusty dom (빈집 / Bin-jip)
- 2005: Łuk (활 / Hwal)
- 2006: Czas (시간 / Shi gan)
- 2007: Oddech (숨 / Soom)
- 2008: Sen (비몽 / Bi-mong)
- 2011: Arirang (아리랑)
- 2011: Amen (아멘)
- 2012: Pieta (피에타)[4]
- 2013: Moebius (뫼비우스 / Moi-bi-woo-seu)[5]
- 2013: Venice 70: Future Reloaded (segment)
- 2014: Jeden na jednego (일대일 / Il-dae-il)[6]
- 2015: Stop (스톱 / Seu-top)
- 2016: W sieci (그물 / Geumul)
- 2018: Człowiek, czas, miejsce i człowiek (인간, 공간, 시간 그리고 인간 / Ingan, gonggan, sigan geurigo ingan)
- 2019: Rozpuścić się (딘 / Din)
- 2022: Wezwanie od Boga (Kõne taevast)

### Scenarzysta
- 2002: Strażnik wybrzeża (해안선 / Hae anseon)
- 2011: Poongsan (풍산개)
- 2013: Czerwona rodzina (붉은 가족 / Boog-eun ga-jeok)

### Producent
- 2011: Poongsan (풍산개)
- 2013: Czerwona rodzina (붉은 가족 / Boog-eun ga-jeok)

### Montażysta
- 2013: Czerwona rodzina (붉은 가족 / Boog-eun ga-jeok)

## Nagrody i nominacje
| Rok  | Festiwal, nagroda                                  | Kategoria                                                                                               | Za                                     | Wynik     |
| ---- | -------------------------------------------------- | --- | -------------------------------------- | --------- |
| 2011 | 64. MFF w Cannes                                   | Un Certain Regard – Najlepszy film                                                                      | Arirang                                | Wygrana   |
| 2007 | 60. MFF w Cannes                                   | Złota Palma                                                                                             | Oddech                                 | Nominacja |
| 2005 | 58. MFF w Cannes                                   | Un Certain Regard – Najlepszy film                                                                      | Łuk                                    | Nominacja |
| 2012 | 69. MFF w Wenecji                                  | Nagroda im. Nazareno Taddei                                                                             | Pieta                                  | Wygrana   |
| 2012 | 69. MFF w Wenecji                                  | Złota Mysz                                                                                              | Pieta                                  | Wygrana   |
| 2012 | 69. MFF w Wenecji                                  | Złote Lwiątko                                                                                           | Pieta                                  | Wygrana   |
| 2012 | 69. MFF w Wenecji                                  | Złoty Lew                                                                                               | Pieta                                  | Wygrana   |
| 2004 | 61. MFF w Wenecji                                  | Nagroda FIPRESCI                                                                                        | Pusty dom                              | Wygrana   |
| 2004 | 61. MFF w Wenecji                                  | Nagroda Katolickiej Organizacji Kinematografii i Sztuki Audiowizualnej (SIGNIS) – Wyróżnienie specjalne | Pusty dom                              | Wygrana   |
| 2004 | 61. MFF w Wenecji                                  | Specjalna nagroda reżyserska                                                                            | Pusty dom                              | Wygrana   |
| 2004 | 61. MFF w Wenecji                                  | Złote Lwiątko                                                                                           | Pusty dom                              | Wygrana   |
| 2004 | 61. MFF w Wenecji                                  | Złoty Lew                                                                                               | Pusty dom                              | Nominacja |
| 2001 | 58. MFF w Wenecji                                  | Złoty Lew                                                                                               | Adres nieznany                         | Nominacja |
| 2000 | 57. MFF w Wenecji                                  | Nagroda Sieci Promocji Kina Azjatyckiego (NETPAC) – Wyróżnienie specjalne                               | Wyspa                                  | Wygrana   |
| 2000 | 57. MFF w Wenecji                                  | Złoty Lew                                                                                               | Wyspa                                  | Nominacja |
| 2004 | 54. MFF w Berlinie                                 | Najlepszy reżyser                                                                                       | Samarytanka                            | Nominacja |
| 2004 | 54. MFF w Berlinie                                 | Srebrny Niedźwiedź                                                                                      | Samarytanka                            | Wygrana   |
| 2002 | 52. MFF w Berlinie                                 | Złoty Niedźwiedź                                                                                        | Zły facet                              | Nominacja |
| 2012 | Nagroda Satelita                                   | Najlepszy reżyser                                                                                       | Pieta                                  | Nominacja |
| 2012 | Nagroda Satelita                                   | Najlepszy scenariusz oryginalny                                                                         | Pieta                                  | Nominacja |
| 2004 | Europejska Nagroda Filmowa                         | Najlepszy film spoza Europy                                                                             | Pusty dom                              | Nominacja |
| 2003 | Europejska Nagroda Filmowa                         | Najlepszy film spoza Europy                                                                             | Wiosna, lato, jesień, zima... i wiosna | Nominacja |
| 2005 | David di Donatello                                 | Najlepszy film zagraniczny                                                                              | Pusty dom                              | Nominacja |
| 2003 | Międzynarodowy Festiwal Filmowy w Karlowych Warach | Nagroda FIPRESCI                                                                                        | Strażnik wybrzeża                      | Wygrana   |
| 2003 | Międzynarodowy Festiwal Filmowy w Karlowych Warach | Nagroda Promocji Kina Azjatyckiego (NETPAC)                                                             | Strażnik wybrzeża                      | Wygrana   |
| 2003 | Międzynarodowy Festiwal Filmowy w Karlowych Warach | Nagroda miasta Karlowe Wary                                                                             | Strażnik wybrzeża                      | Wygrana   |
| 2003 | Międzynarodowy Festiwal Filmowy w Karlowych Warach | Kryształowy Globus                                                                                      | Strażnik wybrzeża                      | Nominacja |
| 2011 | Międzynarodowy Festiwal Filmowy w San Sebastián    | Złota Muszla                                                                                            | Amen                                   | Nominacja |
| 2008 | Międzynarodowy Festiwal Filmowy w San Sebastián    | Złota Muszla                                                                                            | Sen                                    | Nominacja |
| 2003 | Międzynarodowy Festiwal Filmowy w San Sebastián    | Nagroda Publiczności                                                                                    | Wiosna, lato, jesień, zima... i wiosna | Wygrana   |